# Pallerol
Pallerol és un poble que pertany al municipi de Sopeira, a la Ribagorça (Aragó). Està localitzat al vessant nord del Talló d'Aulet.
Formava part de l'antic municipi de Sant Orenç. L'església parroquial de Sant Ramon és una construcció romànica del segle xi amb reformes del XIX.